# Tony Trimmer
Anthony H. L. Trimmer, född 24 januari 1943 i Maidenhead, är en brittisk racerförare.

## Racingkarriär
Trimmer vann det brittiska F3-mästerskapet 1970. Han gjorde under senare hälften av 1970-talet sex försök i formel 1, men lyckades inte kvalificera sig till något lopp.

## F1-karriär
| Säsong | Stall/Tillverkare                | Poäng | Placering |
| ------ | -------------------------------- | ----- | --------- |
| 1975   | Maki-Ford                        | 0     | –         |
| 1976   | Maki-Ford                        | 0     | –         |
| 1977   | Melchester Racing (Surtees-Ford) | 0     | –         |
| 1978   | Melchester Racing (McLaren-Ford) | 0     | –         |